# WNBA年度最佳第六人
WNBA年度最佳第六人（英語：Women's National Basketball Association's Sixth Woman of the Year Award）是美国女子篮球协会从2007年WNBA赛季开始颁发的年度奖项，該獎項授予联盟最有价值的替补球員（第六人）。由美国各地的体育作家和广播公司组成的小组投票选出获奖者。每位评委投票选出第一名、第二名和第三名。每张第一名的票值五分；每个第二名的票值三分；每个第三名的选票都值一分。总分最高的運動員获得该奖项。